# Callicostella attenuata
Callicostella attenuata är en bladmossart som beskrevs av Brotherus 1907. Callicostella attenuata ingår i släktet Callicostella och familjen Hookeriaceae. Inga underarter finns listade i Catalogue of Life.